# 日油技研工業
日油技研工業株式会社（にちゆぎけんこうぎょう、英: NiGK Corporation）は、日油株式会社の化薬事業部に属する日本の化学メーカー。

## 概要
「海洋から宇宙まで」のスローガンのとおり、海洋事業から宇宙事業まで多岐にわたる幅広い事業をカバーしている企業である。その他にも、医療機関での滅菌工程の安全のためのインジケータ、製造業の工程管理に欠かせない温度を確認するための示温材「サーモラベル®」、耐震強度を高める建設資材など、生活のあらゆる点において独自の技術が活かされている。

## 沿革
- 1938年 - 帝国火工品製造株式会社設立。
- 1941年 - 雷管製造開始。
- 1943年 - 国光火薬工業株式会社を吸収合併し、植木工場とする。
- 1956年 - 閃絡表示器®製造開始。
- 1957年 - 宇宙ロケット用固体推進薬事業開始。
- 1958年 - 美唄工場建設。
- 1962年 - テルミット溶接材「テイカウエルド®」製造開始。
- 1962年 - 示温材製造開始。
- 1970年 - 帝国火工品製造株式会社が日本油脂株式会社（現・日油株式会社）に吸収合併される。
- 1972年 - 銃用雷管を昭和金属工業株式会社に移管。
- 1973年 - 植木工場を分離し、九州日油住宅工業株式会社を設立。
- 1976年 - 信管、起爆薬を昭和金属工業に移管。
- 1977年 - 川越工場の大半を日本住宅公団に売却。
- 1979年 - 宇宙ロケット用固体推進薬を日本油脂株式会社武豊工場に、原料雷管を同美唄工場（現・日本工機株式会社美唄製造所）にそれぞれ移管。新川越工場完成。
- 1980年 - 日油技研工業株式会社設立。
- 1986年 - H-Ⅱロケット用火工品（点火装置、隔壁型起爆管、分離ナット等）開発開始。
- 1989年 - 土木用岩盤固結剤「注入レジン」販売開始。
- 1990年 - 地絡点表示器「G・ファインダー®」販売開始。
- 1995年 - 日本証券業協会に株式を店頭公開。
- 1996年 - 深海ボーリングマシンBMS1号機納入。
- 2001年 - 株式会社カクタスを設立。
- 2003年 - 株式会社サーモを買収し、子会社化。
- 2004年 - JASDAQに株式上場。
- 2010年 - 株式上場を廃止し、株式交換により日油の完全子会社となる[1]。
- 2012年 - 株式会社テルモを完全子会社化。株式会社サーモを株式会社カクタスに吸収合併。
- 2013年 - 英文社名をNiGK Corporationに変更。
- 2021年 - 「はやぶさ２」協力企業として、JAXAから感謝状を贈呈。
- 2023年 - 地絡点表示器伝送装置販売開始。
- 2024年 - 「H3ロケット」開発貢献に対し、JAXAから感謝状を贈呈。
- 2025年 - 油検知インジケータ「ローユマーク」販売開始。

## 工場
- 川越工場（埼玉県川越市）

## 主要グループ会社
- 日油株式会社
- 日本工機株式会社 - 元三井系。日本製鋼所との合弁。2024年4月1日北海道日油株式会社を吸収合併。
- 昭和金属工業株式会社
- 日邦工業株式会社
- 株式会社ジャペックス
- 株式会社カクタス - 日油技研工業株式会社の完全子会社。充電式工具、ケーブルカッター、パンチ・パンチャー、圧着・圧縮工具等、溶接剤、温度管理示温材の販売。
- 株式会社テルモ - 日油技研工業株式会社の完全子会社。スクリーン印刷、製版、プレス加工、広告、一般印刷、商品の販売。公式キャラクターに「テルくま」がいる。